# Gioco di percorso

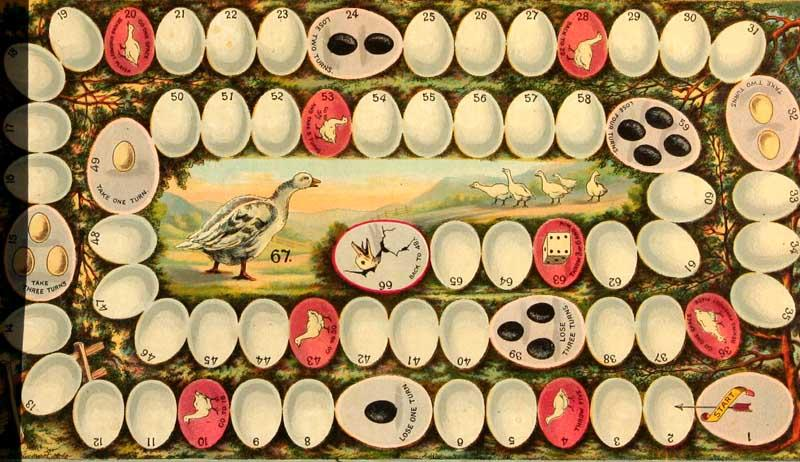
Un gioco dell'oca del XIX secolo

I giochi di percorso sono una vasta classe di giochi da tavolo, caratterizzati da un percorso (in genere suddiviso in caselle) lungo cui i giocatori spostano i propri segnalini, con l'obiettivo di arrivare per primi a un traguardo conclusivo. Si tratta di una categoria di giochi di origini molto antiche, di cui sono noti esempi risalenti al terzo millennio a.C. in Egitto, Iraq e Iran. Il Gioco dell'oca è il progenitore della maggior parte dei giochi di percorso occidentali, anche se un altro classico del genere, Scale e serpenti, potrebbe essere derivato da una tradizione diversa, riconducibile all'India o all'estremo oriente.

## Classificazione

Il backgammon, un gioco di percorso strategico con più pezzi per giocatore. Nero e rosso percorrono il tabellone in direzioni opposte

I giochi di percorso possono essere classificati secondo vari criteri, alcuni dei quali di interesse antropologico o culturale ma irrilevanti dal punto di vista delle effettive meccaniche di gioco; per esempio, il fatto che il percorso sia rappresentato graficamente in forma spiraleggiante (Gioco dell'oca), bustrofedica (Scale e serpenti) o labirintica (Thaayam) è in genere fatto puramente estetico, se lo spostamento all'interno del percorso avviene comunque in modo lineare. Altri elementi variabili, su cui si potrebbe basare una classificazione dei giochi di percorso, sono per esempio i seguenti:
- con quale mezzo viene determinato lo spostamento dei segnalini sul tabellone (per esempio i dadi o altri strumenti casuali);
- in che misura lo spostamento è determinato dal caso piuttosto che controllato dal giocatore;
- se i giocatori in competizione sono anche in grado di ostacolarsi a vicenda o meno, e in che modo;
- se i giocatori percorrono tutti lo stesso percorso nello stesso verso, oppure percorrono lo stesso percorso ma in direzioni opposte, o addirittura fanno percorsi diversi.

Una classificazione proposta da Parlett si basa sull'importanza relativa dell'elemento casuale (e quindi della fortuna) rispetto all'abilità o alle capacità strategiche del giocatore. In questo senso i giochi di percorso si possono classificare in tre gruppi:
- Semplici: basati esclusivamente sulla fortuna. I giocatori dispongono di un unico segnalino, e gli spostamenti dello stesso sul tabellone sono completamente determinati da un lancio di dadi o da altri meccanismi casuali. Sia il Gioco dell'oca che Scale e serpenti rientrano in questa categoria, alla quale si ritiene appartenessero anche molti dei giochi di percorso più antichi, come il Mehen egiziano.
- Complessi: basati su una combinazione di fortuna e abilità. Uno dei principali meccanismi con cui l'elemento abilità viene introdotto nei giochi di percorso consiste nel dotare il giocatore di un gruppo di pedine anziché un unico segnalino, lasciando un certo margine di scelta su quali pezzi muovere a ogni turno. Le regole del gioco sono anche pensate in modo da attribuire determinati vantaggi a specifiche disposizioni dei pezzi del giocatore. Esempi di giochi di questo tipo sono il gioco indiano tradizionale Pachisi e molti suoi derivati moderni, come Ludo.
- Strategici: giochi in cui l'abilità ha un ruolo nettamente predominante, anche se la fortuna può incidere in misura minore sullo svolgimento e l'esito della partita. Come per i giochi complessi, parte della difficoltà del gioco consiste nel muovere in modo coordinato insiemi di pedine. Il gioco più importante di questa categoria è il Backgammon.

Si noti che molti giochi da tavolo condividono alcune delle caratteristiche dei giochi di percorso, senza essere classificabili come tali. Per esempio, lo spostamento di pedine lungo un percorso costituito da caselle, secondo l'esito di un lancio di dadi, è un elemento ricorrente nella tradizione dei giochi da tavolo occidentali; tuttavia, se l'obiettivo del gioco non è arrivare per primi al termine del percorso (o se addirittura il percorso non ha un punto di arrivo, per esempio in quanto circolare), non si può parlare di giochi di percorso. Fra gli esempi celebri di giochi con queste caratteristiche si possono citare Monopoly e Trivial Pursuit.

## Esempi di giochi di percorso
Antichi
- Gioco reale di Ur (Iran, circa 2600 a.C.)
- Pachisi (India, IV secolo a. C.)

Tradizionali
- Gioco dell'oca (Italia, XVI secolo)
- Scale e serpenti (Regno Unito, XIX secolo)
- Ludo (Regno Unito, XIX secolo)
- Non t'arrabbiare (Germania, circa 1907)

Moderni
- Castello incantato (Stati Uniti, 1970)